# Pierre Vatin
Pierre Vatin (nascido em 21 de agosto de 1967) é um político republicano francês que representa o 5º círculo eleitoral de Oise na Assembleia Nacional desde 2017.

## Carreira
Vatin foi assistente parlamentar de Lucien Degauchy por 21 anos. Quando Degauchy renunciou ao Parlamento, Vatin obteve a nomeação do Partido Republicano para as eleições de 2017. Depois de um primeiro turno difícil, Vatin venceu o eleitorado no segundo turno, com 55,96% dos votos, contra a candidata de Emmanuelle Bour do partido En Marche.